# Czifra Éva
Czifra Éva (Miskolc, 1966. január 20. –) magyar író, nyelvtanár.

## Életútja
Egy Borsod megyei községben nőtt fel. Gyermekként sok időt töltött a község könyvtárában. Az érettségi vizsgát követően a nyíregyházi Bessenyei György Tanárképző Főiskola orosz-történelem szakát végezte el, majd pár évvel később a budapesti Eötvös Loránd Tudományegyetem angol nyelvtanári szakán szerzett oklevelet. Az írás mellett angol nyelvtanárként dolgozik. 1988 óta fejlesztette ki Cziffra Speednek nevezett nyelvtanulási módszerét. 2003 óta folyamatosan jelennek meg könyvei, már nemcsak angolul tanulóknak, hanem németeseknek is. Tíz év alatt 34 könyve jelent meg. A tanulók számára workshopokat is tart.

## Könyvei
- Három hónap alatt középfokú (Szerzői kiadás, 2003, 2004, 2005 ISBN 963-214-185-7)
- The art of language learning (Szerzői kiadás, 2005 ISBN 963-460-642-3)
- Taxi, angol társalgás taxisoknak /CD melléklettel/ (Szerzői kiadás, 2007 ISBN 963-064-084-8)
- Életmentő angol nem csak turistáknak /a honlapról jelszóval letölthető hanganyaggal/ (Szerzői kiadás, 2008 ISBN 978-963-88072-9-8)
- Életmentő angol/német ruházati eladóknak /CD melléklettel/ (Szerzői kiadás, 2008 ISBN 978-963-880-722-9)
- 1 hónap alatt angolul /a honlapról jelszóval letölthető hanganyaggal/ (Szerzői kiadás, 2008 ISBN 978-963-890-440-9)
- Hogyan kérdezzek angolul? (Szerzői kiadás, 2009 ISBN 978-963-88072-4-3)
- Életmentő angol iskolásoknak /a honlapról jelszóval letölthető hanganyaggal/ (Szerzői kiadás, 2009 ISBN 978-963-88072-7-4)
- Életmentő angol állásinterjúra készülőknek (Szerzői kiadás 2009 ISBN 978-963-88072-5-0)
- I love you, szerelmesek angol nyelvi kalauza (Szerzői kiadás 2010 ISBN 978-963-89044-1-6)
- Angol bébiszittereknek, aupaireknek (Szerzői kiadás 2010 ISBN 978-963-88072-8-1)
- Első tesztkönyvem /a honlapról jelszóval letölthető pdf-melléklettel/ (Szerzői kiadás, 2011 ISBN 978-963-890-442-3)
- 1 hét alatt angolul/a honlapról jelszóval letölthető hanganyaggal/ (Szerzői kiadás, 2011 ISBN 978-963-880-726-7)
- Életmentő kifejezésekkel angolul /a honlapról jelszóval letölthető hanganyaggal/ (Szerzői kiadás, 2011 ISBN 978-963-890-448-5)
- Hogyan írjak motivációs levelet angolul? (Szerzői kiadás, 2011 ISBN 978-9638904430)
- Életmentő angol szakmai önéletrajzíráshoz/a honlapról jelszóval letölthető pdf-melléklettel/ (Szerzői kiadás, 2011 ISBN 978-963-890-444-7)
- Betegápolás-Angol /a honlapról jelszóval letölthető hanganyaggal/ (Szerzői kiadás, 2011 ISBN 9638904461)
- Betegápolás-Német /a honlapról jelszóval letölthető hanganyaggal/ (Szerzői kiadás, 2011 ISBN 978-963-890-447-8)
- Életmentő angol szóbeli nyelvvizsgákhoz/a honlapról jelszóval letölthető hanganyaggal/ (Szerzői kiadás, 2012 ISBN 978-9638904492)
- Hogyan fejezzem ki az érzelmeimet angolul?/a honlapról jelszóval letölthető hanganyaggal/ (Szerzői kiadás, 2012 ISBN 978-9638965776)
- Életmentő angol a munkahelyen (Szerzői kiadás, 2013 ISBN 978-963-896-571-4)
- Életmentő 1000 mondat angolul /a honlapról jelszóval letölthető hanganyaggal/ (Szerzői kiadás, 2013 ISBN 978-9638965776)
- Életmentő 1000 mondat németül /a honlapról jelszóval letölthető hanganyaggal/ (Szerzői kiadás, 2013 ISBN 978-9638965783)
- Első tesztkönyvem. Feleletválasztós tesztkönyv megoldásokkal, nyelvtani magyarázatokkal; szerzői, Bp.., 2013
- Hogyan kérdezzek németül? (Szerzői kiadás, 2013 ISBN 978-963-896-579-0)
- 1 hét alatt németül /a honlapról jelszóval letölthető hanganyaggal/ (Szerzői kiadás, 2013 ISBN 978-963-896-572-1)
- Életmentő angol pincéreknek /a honlapról jelszóval letölthető hanganyaggal/ (Szerzői kiadás, 2013 ISBN 9638965738)
- Életmentő német pincéreknek /a honlapról jelszóval letölthető hanganyaggal/ (Szerzői kiadás, 2013 ISBN 978-9638965745)
- Életmentő angol a szépségiparban /a honlapról jelszóval letölthető hanganyaggal/ (Szerzői kiadás, 2013 ISBN 9638981202)
- Életmentő német a szépségiparban /a honlapról jelszóval letölthető hanganyaggal/ (Szerzői kiadás, 2013 ISBN 978-9638981219)
- 48 óra alatt angolul /a honlapról jelszóval letölthető hanganyaggal/ (Szerzői kiadás, 2013 ISBN 978-9638981233)
- Életmentő angol angliai munkavállaláshoz/a honlapról jelszóval letölthető hanganyaggal/ (Szerzői kiadás, 2013 ISBN 978-9638981226)
- 1 hét alatt oroszul. Nem csak turistáknak; szerzői, Bp., 2014
- Életmentő német külföldi munkavállaláshoz; szerzői, Bp., 2014
- Életmentő német a munkahelyen; szerzői, Bp., 2014
- Életmentő orosz pincéreknek. Gyorsétteremben, étteremben, bárban és pizzériában dolgozók részére; szerzői, Bp., 2014
- Életmentő tanácsok sikeres angol/német írásbeli nyelvvizsgákhoz. Origo, BME, ECL, IELTS, TELC, Zöld út, Euroexam, érettségi. Középfok; szerzői, Bp., 2014
- 1 hét alatt angolul. Basic English lessons; 2. jav. kiad.; szerzői, Bp., 2014
- 1 hónap alatt németül; 2. jav. kiad.; szerzői, Bp., 2015
- Életmentő angol/német/orosz recepciósoknak (hotel, wellness szalon, panzió); szerzői, Bp., 2015
- Életmentő angol/német/orosz ruházati eladóknak, vásárlóknak, diákoknak; szerzői, Bp., 2015
- Életmentő német állásinterjúra készülőknek; szerzői, Bp., 2015
- Életmentő angol/német/orosz takarítóknak és szobalányoknak; szerzői, Bp., 2015
- Életmentő orosz masszőröknek, orvosoknak; szerzői, Bp., 2015
- Életmentő 1000 mondat oroszul; szerzői, Bp., 2016

### Külföldi kiadás
A Dr. MüllerVerlag gondozásában:
The art of language learning, VDM Verlag Dr. Müller (February 4, 2011) ISBN 3639301722